# Аудофледа
Аудофледа — дочь короля франков Хильдерика I и сестра Хлодвига I.
Около 493 года она вышла замуж за короля остготов Теодориха Великого. Этот брак позволил Теодориху заключить альянс с франками, а выдав своих дочерей замуж за королей бургундов, вандалов и вестготов, он породнился со всеми правителями крупнейших варварских королевств запада.
У Теодориха и Аудофледы была единственная дочь — Амаласунта, которая впоследствии с 526 до 534 годы как королева-регент правила королевством остготов.